# 溴苯甲醛
溴苯甲醛是苯甲醛苯环上的氢原子被溴取代的产物，化学式为C7H5BrO，有以下几种同分异构体：
| 同分异构体 | 化学结构 | CAS号     |
| ---------- | -------- | --------- |
| 2-溴苯甲醛 |          | 6630-33-7 |
| 3-溴苯甲醛 |          | 3132-99-8 |
| 4-溴苯甲醛 |          | 1122-91-4 |

|  | 这个同类索引页列出了具有相同或相似标题的化学条目。 除非您是有意链接至本页，否则应将相应条目的内部链接指向正确的条目。 |